# Episodi di Strike (prima stagione)
La prima stagione della serie televisiva Strike, composta da 3 episodi, è stata trasmessa a partire dal 27 agosto 2017 su BBC One.
In Italia, la stagione è stata trasmessa da Premium Crime dal 2 al 16 dicembre 2019.
| nº | Titolo originale              | Titolo italiano                   | Prima TV GB      | Prima TV Italia  |
| -- | ----------------------------- | --------------------------------- | ---------------- | ---------------- |
| 1  | The Cuckoo's Calling (Part 1) | Il richiamo del cuculo (1ª parte) | 27 agosto 2017   | 2 dicembre 2019  |
| 2  | The Cuckoo's Calling (Part 2) | Il richiamo del cuculo (2ª parte) | 28 agosto 2017   | 9 dicembre 2019  |
| 3  | The Cuckoo's Calling (Part 3) | Il richiamo del cuculo (3ª parte) | 3 settembre 2017 | 16 dicembre 2019 |

## Il richiamo del cuculo (1ª parte)
- Titolo originale: The Cuckoo's Calling (Part 1)
- Diretto da:
- Scritto da:

## Il richiamo del cuculo (2ª parte)
- Titolo originale: The Cuckoo's Calling (Part 2)
- Diretto da:
- Scritto da:

## Il richiamo del cuculo (3ª parte)
- Titolo originale: The Cuckoo's Calling (Part 3)
- Diretto da:
- Scritto da: